# Новоалександровка (Пятихатский район)
Новоалександровка (укр. Новоолександрівка) — село, Желтянский сельский совет, Пятихатский район, Днепропетровская область, Украина.
Село ликвидировано в 1995 году.
Село находилось в 3-х км от правого берега реки Жёлтая, в 2,5 км от села Жёлтое.
Рядом проходит железная дорога, станция Жёлтая в 2,5 км.